# 人見 (君津市)
人見（ひとみ）は、千葉県君津市の地名。現行行政地名は人見1丁目から5丁目および大字人見。郵便番号は299-1147。

## 地理
市内北西部の小糸川河口部に位置する。東京湾岸道路（千葉県道90号）からJR内房線南側の小糸川左岸まで南北に広がり、南部の小糸川右岸に1丁目〜4丁目、左岸に5丁目が所在する。
中央部に高台があり、南北は平地が広がる。北東部には工場が集中し、北西部は主に住宅地であり、高台上は日本製鉄関連の社宅やスポーツ施設が所在する。南部の住居表示実施地域は住宅地が広がり、最南端の小糸川左岸には一部水田も見られる。
北で君津および西君津、東で大和田・中富および下湯江、南で富津市二間塚、西で富津市大堀とそれぞれ隣接する（特記ないものは君津市）。また、富津市大堀地内に小規模な飛地が数ヶ所存在する。

### 河川
- 小糸川

## 歴史

### 沿革
- 江戸時代 - 周淮郡人見村成立。
- 1873年（明治6年） - 人見村、千葉県に所属。
- 1889年（明治22年）4月1日 - 町村制施行により周淮郡周西村大字人見となる。
- 1897年（明治30年）4月1日 - 周西村、郡統合により君津郡所属となる。
- 1943年（昭和18年）4月1日 - 周西村と八重原村が合併し君津郡君津町が成立、同町の大字となる。
- 1971年（昭和46年）9月1日 - 君津町が市制施行し、君津市となる。
- 1981年（昭和56年） - 一部が大和田3丁目に分割。
- 1984年（昭和59年）10月1日 - 南部で住居表示実施[4]、人見1丁目〜5丁目成立。
- 2012年（平成24年）
  - 3月31日 - 君津市立神門保育園閉園[4]。
  - 4月1日 - 君津市立人見保育園開園[4]。

## 統計
|           | 世帯数 | 人口  | 地図                               |
| --------- | ------ | ----- | ---------------------------------- |
| 人見      | 1,056  | 2,300 | 地図1・2・3・4・5                  |
| 人見1丁目 | 342    | 728   | 北緯35度20分7秒 東経139度52分12秒  |
| 人見2丁目 | 525    | 1,168 | 北緯35度20分2秒 東経139度52分36秒  |
| 人見3丁目 | 452    | 1,023 | 北緯35度20分0秒 東経139度52分16秒  |
| 人見4丁目 | 269    | 507   | 北緯35度19分54秒 東経139度52分30秒 |
| 人見5丁目 | 132    | 319   | 北緯35度19分51秒 東経139度52分7秒  |
| 計        | 2,776  | 6,045 |                                    |

1. ↑  “平成29年君津市人口”.   君津市 (2017年11月8日). 2017年11月20日閲覧。
2. ↑  単位：世帯
3. ↑  単位：人

## 小・中学校の学区
市立小・中学校に通う場合、学区は以下の通りとなる。
| 大字・丁目 | 番地         | 小学校               | 中学校               |
| ---------- | ------------ | -------------------- | -------------------- |
| 人見       | 1710〜1712番 | 君津市立周西小学校   | 君津市立周西南中学校 |
| 人見       | その他       | 君津市立大和田小学校 | 君津市立周西中学校   |
| 人見1丁目  | 全域         | 君津市立大和田小学校 | 君津市立周西中学校   |
| 人見2丁目  | 1番3号       | 君津市立周西小学校   | 君津市立周西南中学校 |
| 人見2丁目  | その他       | 君津市立大和田小学校 | 君津市立周西中学校   |
| 人見3丁目  | 全域         | 君津市立大和田小学校 | 君津市立周西中学校   |
| 人見4丁目  | 全域         | 君津市立大和田小学校 | 君津市立周西中学校   |
| 人見5丁目  | 全域         | 君津市立大和田小学校 | 君津市立周西中学校   |

## 交通

### 鉄道
地内をJR内房線が通過するが、駅はない。最寄駅は君津駅および青堀駅。

### バス
- 日東交通
  - 富津線 木更津駅東口行・富津公園行
  - イオンモール富津線 君津駅北口行・イオンモール富津行
- 君津市コミュニティバス
  - 人見・大和田・神門線 君津市役所⇒大和田橋⇒人見⇒神門⇒人見神社⇒大和田橋⇒君津市役所（循環ルート）

### 道路
国道
- 国道16号

主要地方道
- 千葉県道90号木更津富津線

## 施設
人見
- 人見神社
- 御嶽神社
- 金毘羅神社
- 日本製鉄大和田社宅
- 君津市漁業資料館
- 神門自治会館
- 神門コミュニティセンター

人見1丁目
- 君津市立周西幼稚園
- 青蓮寺
- 近江屋甚兵衛資料館

人見4丁目
- 君津市立人見保育園
- 周西公民館

人見5丁目
- 廣全寺君津別院
- 千葉県企業庁君津工業用水道事務所
- 千葉県企業庁人見浄水場